# Дана Сидерос
Дана Сиде́рос (настоящее имя Мария Викторовна Кустовская; 22 декабря 1985, Казань) — российская поэтесса, драматург и иллюстратор. Живёт в Москве. С 2005 по 2011 год публиковала в интернете стихи под псевдонимом, не раскрывая настоящего имени и не появляясь на публике. Публикации в периодике этого периода сопровождались вымышленной биографией болгарской поэтессы Дануты Сидерос.
Лауреат премии «Нова» пермского фестиваля «Словонова» (2013). В 2014 году вошла в лонг-лист премии «Дебют» в номинации «драматургия» с пьесой «Стена живых».

## Сборники стихов
- Дана Сидерос. Шутки кончились. — М.: БастианBooks, 2011. — ISBN 978-9984-816-36-4
- Дана Сидерос. Ученик дурака. — М.: Livebook, 2015. — ISBN 978-5-9905810-5-0[3]

## Пьесы и постановки
- «Все мои ля» (Спектакль по мотивам стихотворений). Режиссёр Юлия Гуляева. ПНИПУ, Пермь, 2012 год
- «Стена живых» (по одноимённой пьесе). Режиссёр Станислав Васильев. Карагандинский театр имени К. С. Станиславского, 2017 год[4][5]
- «Оборона» (режиссёр Дмитрий Суворов, либретто Даны Сидерос)[6][7]
- «Всем, кого касается»[8]. Пьеса вошла в число лучших произведений конкурса новой драматургии «Ремарка»-2018, заняв второе место[9], а также вошла в шорт-лист конкурса современной драматургии «Кульминация» в 2018 году[10][11]. Премьера в театре «Сатирикон» состоялась 3 апреля 2019 года[12].
- «Чёрный апельсин» («Театр на Литейном», режиссёр Антон Морозов), 2019 год[13][14][15].
- «Всем кого касается» (Новосибирский академический молодёжный театр «Глобус», режиссёр Евгений Маленчев), 2019 год[16]
- «Всем кого касается. Спектакль-инструкция» (Тюменский молодёжный театр «Ангажемент», режиссёр Игорь Лебедев), 2019 год[17]
- «Всем кого касается» (Красноярский театр юного зрителя, режиссёр Георгий Сурков), 2019 год[18]
- «Svima kojih se tiče» (DADOV, режиссёр Андреа Пьевич), 2019 год[19]
- «Чёрный апельсин» (Серовский театр драмы им. Чехова, режиссёр Пётр Незлученко), 2019 год[20]
- «Чёрный апельсин» (Челябинский молодёжный театр, режиссёр Иван Миневцев), 2020 год[21]
- «Чёрный апельсин» (Волгоградский театр юного зрителя, режиссёр Альберт Авходеев), 2020 год[22]

## Отзывы о творчестве
Вера Полозкова: «Дана Сидерос — удивительный поэт. Она знает, где этот мир граничит с другим, потусторонним, живущим по иным законам времени и пространства. „Ученик дурака“ — он про эту границу и её предчувствие.»
Олег Липовецкий: «Замечательный современный язык, лёгкие диалоги, речевые характеристики персонажей, точно переданная интонация молодого цинизма, который становится то инструментом для развлечения, то маской для сокрытия собственной ранимости, отсутствие всякой назидательности, авторский юмор — всё это делает пьесу Даны Сидерос „Стена живых“ одним из лучших драматических произведений нынешнего года.»